# 240
240 (CCXL) var ett skottår som började en onsdag i den julianska kalendern.

## Händelser

### Okänt datum
- Sabinianus revolt i Africa krossas.
- Den sasanidiske kung Ardashir av Persien förstör Hatra.
- Mani börjar predika manikeismen i Persien.
- Maharaja Sri-Gupta blir kejsare av Guptariket.

## Födda
- Sporus av Nicaea, grekisk matematiker och astronom (född omkring detta år)

## Avlidna
- Ammonios Sakkas, nyplatonisk filosof (död omkring detta år)